# 梅迪辛鎮區 (密蘇里州利文斯頓縣)
梅迪辛鎮區（英語：Medicine Township）是位於美國密蘇里州利文斯頓縣的一個行政鎮區。

## 地方資料
梅迪辛鎮區的面積為77.40平方千米，當中陸地面積為76.79平方千米，而水域面積為0.61平方千米。根據2020年美國人口普查的數據，當地共有人口223人，而人口密度為每平方千米2.88人。